# Morro Saboó
Morro Saboó é um bairro localizado na região dos morros da cidade de Santos.